# Agapostemon inca
Agapostemon inca är en biart som beskrevs av Roberts 1972. Agapostemon inca ingår i släktet Agapostemon och familjen vägbin. Inga underarter finns listade i Catalogue of Life.